# Série 2022 Metropolitans 92 vs. NBA G League Ignite
 (janvier 2024).
La série 2022 Metropolitans 92 vs. NBA G League Ignite était deux matchs amicaux de basket-ball opposant les Metropolitans 92, club français de la LNB Pro A, et les NBA G League Ignite, équipe de la NBA G League. Elle s'est déroulée au Dollar Loan Center à Henderson au  Nevada, les 4 et 6 octobre 2022. Mettant en vedette les deux premiers choix de la draft NBA 2023, Victor Wembanyama des Metropolitans et Scoot Henderson des Ignite, la série a attiré l'attention internationale et a été considérée comme l'une des plus grandes confrontations de prospects NBA de l'histoire. Les Ignite ont remporté le premier match, 122-115, grâce à de solides performances de Wembanyama et Henderson, et Wembanyama a mené les Metropolitans à une victoire de 112-106 dans le deuxième match, Henderson ayant quitté le match sur blessure au cours du premier quart-temps.

## Contexte
Le 9 septembre 2022, la National Basketball Association (NBA) a annoncé deux matchs d'exhibition entre la NBA G League Ignite, une équipe de développement de la NBA G League, et Metropolitans 92 de la LNB Pro A, la ligue française de haut niveau. Les matchs ont eu lieu dans la salle de l'Ignite, le Dollar Loan Center à Henderson, au Nevada, les 4 et 6 octobre 2022,. Les Metropolitans ont joué trois matchs de Pro A avant de se rendre aux États-Unis le 1er octobre. Leur match contre Chorale Roanne a été reporté au 6 décembre, en accord avec la ligue et leur adversaire, afin qu'ils puissent participer à la série. L'Ignite devait débuter sa saison régulière le 4 novembre.

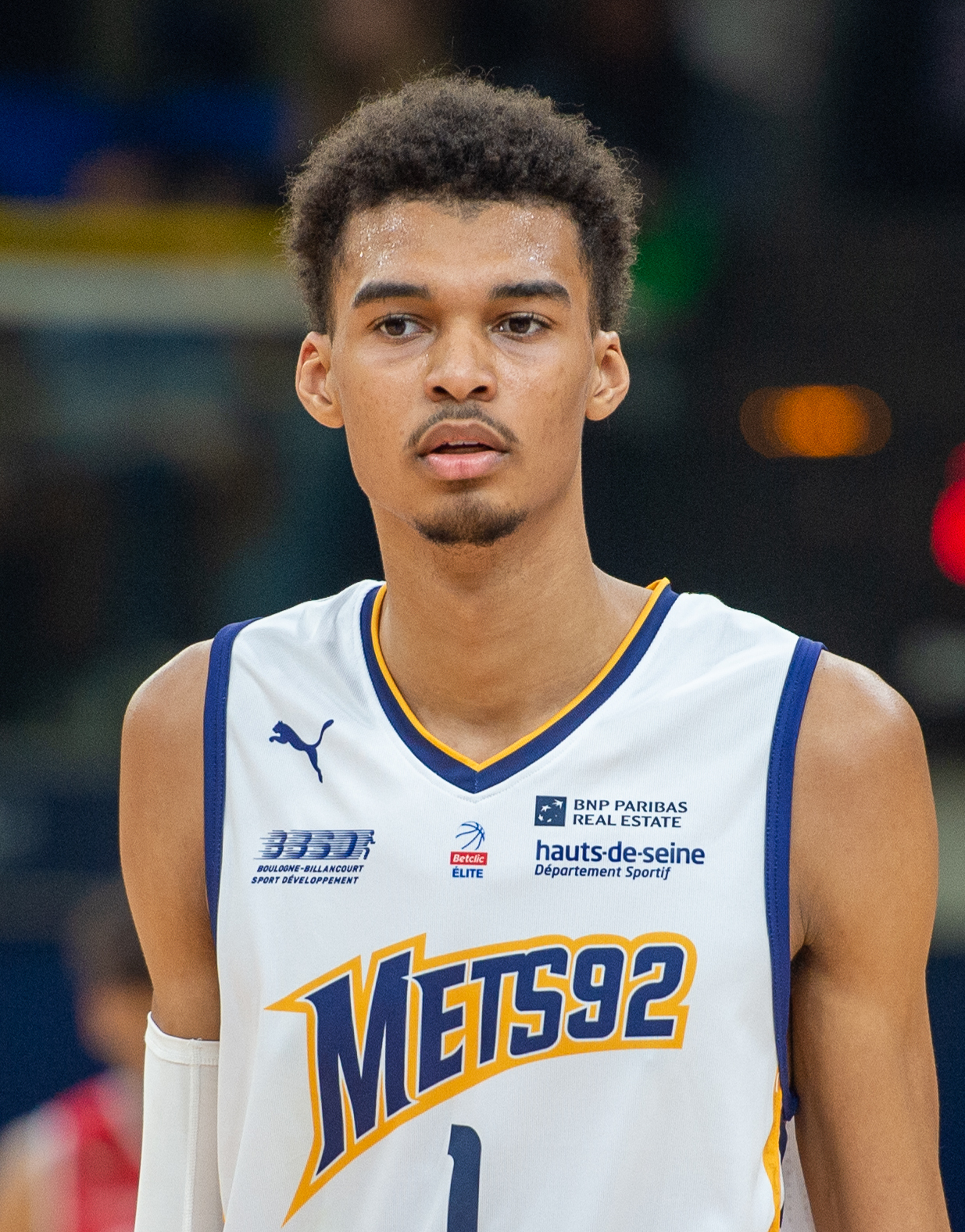
Victor Wembanyama en 2022.

Metropolitans était dirigé par l'entraîneur principal Vincent Collet et l'attaquant de puissance Victor Wembanyama, qui était largement pressenti pour être le premier choix au repêchage de la NBA en 2023, de nombreux analystes le considérant comme un espoir d'une génération. Wembanyama en était à sa première saison avec l'équipe, qui comprenait également l'ancien joueur de la NBA Tremont Waters. The Ignite, dirigé par l'entraîneur principal Jason Hart, était dirigé par le meneur de jeu Scoot Henderson, le deuxième choix projeté au repêchage, qui entamait sa deuxième saison avec son équipe. L'équipe comptait d'autres candidats à la draft, dont Leonard Miller et Sidy Cissoko, ainsi que des vétérans comme l'ancien joueur de la NBA John Jenkins,.
Ces matchs ont marqué les débuts de Wembanyama aux États-Unis et la première rencontre entre lui et Henderson. Sports Illustrated a décrit ce match comme le plus attendu de la saison. Au début du premier match de la série, Wembanyama a déclaré qu'il s'agissait du plus grand match de sa vie. Les analystes ont considéré qu'il s'agissait de la meilleure occasion pour Henderson d'être considéré comme le meilleur espoir de la draft,.

## Réactions
Les performances de Wembanyama et de Henderson ont été saluées par les analystes et les joueurs de la NBA,. Wembanyama a été qualifié de « talent générationnel » par LeBron James et de « joueur créé par 2K » par Stephen Curry. Sam Vecenie, auteur de The Athletic, a décrit le premier match comme le « meilleur match du siècle pour les espoirs de la NBA ». Le match a attiré des comparaisons avec les rencontres entre Magic Johnson et Larry Bird lors du match de championnat de basket-ball de la division I de la NCAA en 1979, et entre LeBron James et Carmelo Anthony au lycée en 2002.
Les analystes ont spéculé que le succès de Wembanyama et de Henderson influencerait les équipes à se regrouper pour la draft 2023 de la NBA. Les dirigeants de la NBA ont conseillé à Wembanyama de s'asseoir jusqu'au repêchage, mais son agent a déclaré qu'il continuerait à jouer,.
En décembre 2022, le match 1 de la série a été présenté dans le premier épisode de The Break, une série documentaire en huit parties produite par la NBA G League en partenariat avec The General. L'épisode était narré par Shaquille O'Neal et comprenait des images des coulisses du match.

NBA G League Ignite
Metropolitans 92